# Million Dollar Championship

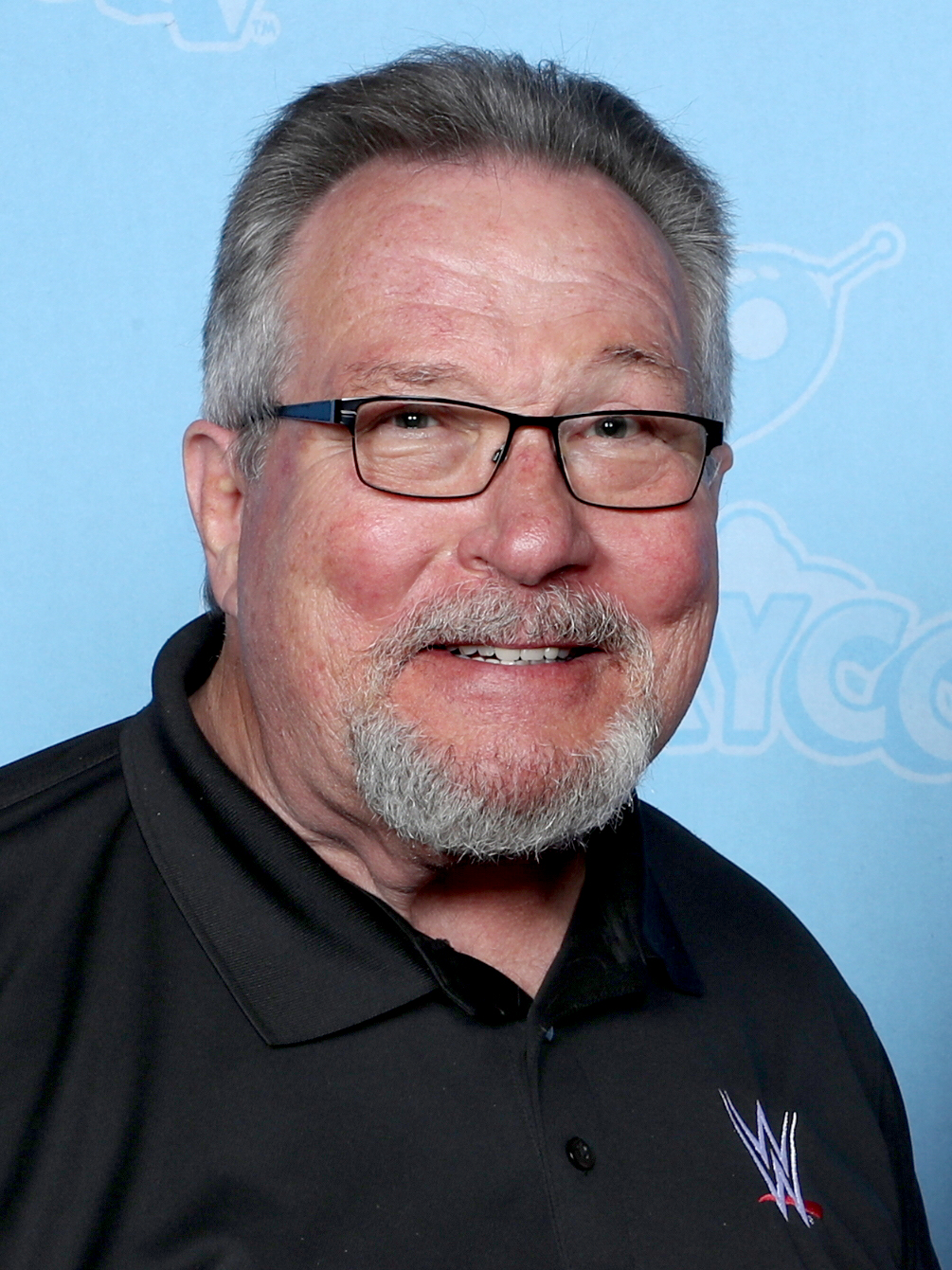
Ted DiBiase, creatore della cintura e primo campione

Il Million Dollar Championship è stato un titolo di wrestling di proprietà della WWE.
Secondo la storyline, è stato creato da Ted DiBiase nel 1990, frustrato per non essere riuscito a conquistare il World Heavyweight Championship; nonostante venisse difeso regolarmente nei programmi della federazione, non è mai entrato a far parte della schiera dei titoli ufficiali.
Ted DiBiase fece realizzare la cintura con vero oro e veri diamanti, dal valore di circa 40.000 dollari.

## Storia
Ted DiBiase, noto come "The Million Dollar Man", non fu in grado di vincere il World Heavyweight Championship avendo perso la finale del torneo per la cintura a WrestleMania 4 contro Randy Savage. Nell'estate del 1988, DiBiase si alleò con André the Giant per cercare di conquistare il titolo e non potendolo vincere o comprarlo decise di crearsi una propria cintura chiamata Million Dollar Championship nel 1989. Tale cintura non venne mai riconosciuta ufficialmente come titolo dalla WWF, e raramente DiBiase la metteva in palio durante i suoi match.
Nel corso degli anni, fino al 2021, la cintura veniva più volte riesumata e poi disattivata. Nella puntata di NXT dell'8 giugno 2021 Ted DiBiase reintrodusse la cintura, mettendola in palio in un Ladder match tra Cameron Grimes e LA Knight. Il 13 giugno, a NXT TakeOver: In Your House, Knight trionfò su Grimes vincendo il titolo. Dalla successiva faida tra Grimes e Knight, alla fine, ne uscì vincitore il primo, che conquistò la cintura il 24 agosto a NXT TakeOver 36, e il giorno dopo, ad NXT, la riconsegnò nuovamente a Ted DiBiase, che la ritirò nuovamente.
Il campione inaugurale fu Ted DiBiase. Il titolo non è mai stato reso vacante e ci sono stati in totale sei diversi campioni ufficiali, con Ted DiBiase che detiene il record del maggior numero di regni con 2. Il campione con il regno più lungo è Ted DiBiase, che ha detenuto il titolo per un totale di 922 giorni. Il campione con il regno più breve è Cameron Grimes, che ha detenuto il titolo per 1 giorno. LA Knight, inoltre, è il campione più anziano avendo vinto il titolo all'età di 38 anni, mentre Ted DiBiase Jr. è il più giovane detentore del titolo a 27 anni. Inoltre, Ted DiBiase detiene anche il record per il maggior numero di giorni combinati come campione con 1.010.

## Albo d'oro
| Legenda  | Legenda |
| -------- | --- |
| #        | Indica il numero del regno titolato |
| Regno    | Viene indicato il numero del regno del campione |
| Data     | La data in cui il titolo è stato vinto; nel caso il titolo è stato vinto in un evento registrato viene indicata anche la data della messa in onda                                |
| Località | La città in cui il titolo è stato vinto |
| Evento   | L'evento dove ha conquistato il titolo |
| Note     | Vengono inserite informazioni come cambio di nome del titolo o cambio della cintura, oltre a specificare in quale incontro (diverso da un match singolo) il titolo è stato vinto |
| Fonti    | Fonti che ne attestino la veridicità |

| #                             | Campione        | Regno | Data             | Giorni | Località              | Evento                      | Note | Fonti |
| ----------------------------- | --------------- | ----- | ---------------- | ------ | --------------------- | --------------------------- | --- | ----- |
| World Wrestling Federation    |                 |       |                  |        |                       |                             | |       |
| 1                             | Ted DiBiase     | 1     | 15 febbraio 1989 | 922    | Binghamton, New York  | Superstars of Wrestling     | Il titolo venne creato da Ted DiBiase, frustrato per non aver vinto il WWF World Heavyweight Championship. In onda il 4 marzo 1989.                  |       |
| 2                             | Virgil          | 1     | 26 agosto 1991   | 77     | New York              | SummerSlam                  | |       |
| 3                             | Ted DiBiase     | 2     | 11 novembre 1991 | 88     | Utica, New York       | Survivor Series Showdown    | In onda il 24 novembre 1991. |       |
| —                             | Disattivato     | —     | 7 febbraio 1992  | —      | Denver, Colorado      | —                           | DiBiase abbandonò il titolo dopo aver vinto il WWF Tag Team Championship con Irwin R. Schyster.                                                      |       |
| 4                             | The Ringmaster  | 1     | 18 dicembre 1995 | 152    | Newark, Delaware      | Raw                         | The Ringmaster ricevette il titolo da Ted DiBiase. Successivamente, The Ringmaster cambiò ring name in "Stone Cold" Steve Austin.                    |       |
| —                             | Disattivato     | —     | 28 maggio 1996   | —      | —                     | —                           | Austin abbandonò il titolo dopo che DiBiase lasciò la WWF.                                                                                           |       |
| World Wrestling Entertainment |                 |       |                  |        |                       |                             | |       |
| 5                             | Ted DiBiase Jr. | 1     | 5 aprile 2010    | 224    | Moline, Illinois      | Raw                         | DiBiase Jr. ricevette il titolo da suo padre Ted. |       |
| —                             | Disattivato     | —     | 15 novembre 2010 | —      | Hershey, Pennsylvania | —                           | Dopo che la cintura venne rubata a DiBiase Jr. da Goldust, questi la restituì a Ted DiBiase che la ridiede al figlio, che però la rifiutò.           |       |
| 6                             | LA Knight       | 1     | 13 giugno 2021   | 70     | Orlando, Florida      | NXT TakeOver: In Your House | Ted DiBiase reintrodusse la cintura nella puntata di NXT dell'8 giugno 2021. Knight sconfisse Cameron Grimes in un ladder match vincendo la cintura. | [ 1 ] |
| 7                             | Cameron Grimes  | 1     | 22 agosto 2021   | 1      | Orlando, Florida      | NXT TakeOver: 36            | Se Grimes avesse perso, Ted DiBiase sarebbe diventato il maggiordomo di Knight.                                                                      | [ 2 ] |
| —                             | Disattivato     | —     | 23 agosto 2021   | —      | Orlando, Florida      | NXT                         | Grimes riconsegnò la cintura a Ted DiBiase. In onda il 24 agosto 2021.                                                                               | [ 3 ] |